# Сражение при Женглане

Королевство Бретань в 845—867 годах

Сражение при Женглане (фр. bataille de Jengland) — состоявшееся 22 августа 851 года около селения Женглан (вблизи современного Гран-Фужере) сражение, в котором войско герцога Бретани Эриспоэ разгромило войско короля Западно-Франкского государства Карла II Лысого. Решающая битва Франкско-бретонской войны 841—851 годов.

## Исторические источники
Наиболее подробные сведения о сражении при Женглане находятся в хронике Регино Прюмского. Хотя тот составил свой труд спустя полвека после битвы, в хронике он использовал данные из какого-то более раннего, не дошедшего до нашего времени исторического источника. Более краткие сведения о событиях 851 года содержатся во франкских анналах (в том числе в «Бертинских анналах», в «Ангулемских анналах» и в «Фонтенельской хронике»), в трактате «Liber revelationum» современника событий Одрада Модика, а также в хронике Адемара Шабннского и «Сен-Мексанской хронике».

## Предыстория
Франкско-бретонские вооружённые столкновения начались вскоре после смерти в 840 году императора Людовика I Благочестивого. Их причиной стало желание правителя Бретани Номиноэ добиться независимости от короля Западно-Франкского государства Карла II Лысого, а в случае успеха военных действий, и расширить свои владения. В свою очередь, Карл Лысый намеревался поставить под свой полный контроль территорию Бретани, властителей которой монархи Франкского государства со времён Карла Великого считали своими вассалами.
Первые крупные сражения — при Месаке и при Блене — между бретонцами и франками произошли в 843 году. В первом из них победу одержали западные франки, во втором — воины Номиноэ. В том же году союзник герцога Бретани, конунг викингов Гастинг, захватил Нант. В 845 году в сражении при Баллоне франки потерпели новое поражение.
Несмотря на заключённое в 846 году перемирие, в 849 году бретонцы возобновили военные действия против франков. В ответ в августе 850 года Карл II Лысый совершил поход в Бретань, а также усилил гарнизоны в Рене и Нанте. Однако уже в следующем году бретонцы захватили эти города, пленив находившихся там франков, включая и недавно назначенного нантского графа Амори. После разрушения всех укреплений Рена и Нанта бретонское войско разорило окрестности Анже, а затем взяло и разграбило Ле-Ман.
Весной 851 года во главе войска Номиноэ и его союзник, бывший граф Нанта Ламберт II, двинулись к Шартру. Однако 7 марта вблизи Вандома Номиноэ неожиданно скончался. Несмотря на это, ставший новым правителем Бретани его сын Эриспоэ продолжил поход. Вероятно, командующим бретонской армией стал граф Ламберт Нантский, в отличие от Эриспоэ имевший большой военный опыт.
Столкнувшись с угрозой разорения внутренних районов своего королевства, Карл II Лысый обратился за помощью к брату, правителю Восточно-Франкского королевства Людовику II Немецкому, который отправил к нему отряд саксов. Хотя общая численность противостоявших сторон точно неизвестна, предполагается, что под командованием Карла Лысого могло быть приблизительно 4000 воинов, а войско бретонцев могло состоять примерно из 1000 человек.

## Сражение
В августе 851 года войско западных франков во главе с Карлом II Лысым выступило из Ле-Мана по направлению к границам Бретонского герцогства. Оно двигалось по старой римской дороге, проходившей от Нанта до Корсёля. В авангарде находился отряд саксов, который должен был сдерживать нападения лёгкой конницы — основной военной силы бретонцев. Дойдя до правобережья Вилена, у селения Женглан (вблизи современного Гран-Фужере) франки столкнулись с бретонским войском Эриспоэ.
С самого начала планы Карла II Лысого начали терпеть неудачу. По свидетельству Регинона Прюмского, при первом же столкновении с бретонской конницей саксы отошли за ряды франкской тяжёловооружённой пехоты. Это отступление застало западных франков врасплох. В то же время Эриспоэ не желал вступать в ближний бой с превосходившими его войско силами. В течение двух дней он маневрировал своей конницей, провоцируя ложными отступлениями отряды франков отделяться от основных сил, после чего бретонцы окружали, а затем и уничтожали утомлённых преследованием воинов. Также франки несли большие потери и от обстрела бретонцев их рядов метательными копьями. Потери же самих бретонцев были незначительны. Регино Прюмский упоминал, что франкские военачальники, включая и самого короля, были в полном замешательстве от происходившего и так и не смогли организовать противодействие тактике бретонцев.
Видя неспособность своих воинов противостоять нападениям бретонцев, ночью Карл II Лысый тайно покинул франкский лагерь, бросив на произвол судьбы не только своих воинов, но и королевские инсигнии. Когда же утром об этом стало известно, франков охватила паника и они обратились в беспорядочное бегство. Одновременно бретонцы напали на лагерь своих врагов, в ходе которого убили множество франков и захватили богатую добычу. Среди знатных франков, павших на поле боя, были граф Тура Вивиан и граф дворца Хильмерад. По свидетельству «Ангулемских анналов», тело погибшего турского графа так и не было предано земле и его «сожрали дикие звери».

## Последствия
Поражение при Женглане вынудило Карла II Лысого вступить в переговоры с герцогом Эриспоэ. Встреча двух правителей состоялась в сентябре или октябре 851 года в Анже. Хотя на ней Эриспоэ и признал себя подчинённым королю Западно-Франкского государства, фактически он стал полностью самостоятельным правителем. К тому же к владениям Эриспоэ были присоединены обширные земли с городами Рен, Нант и Резе, ранее входившие в состав Бретонской марки.